# Ramsar
Ramsar (رامسر em persa) é uma cidade da província de Mazandaran, ao norte do Irã. Situa-se nas margens do Mar Cáspio. Ramsar é a cidade com maiores níveis de radiação natural do mundo, com doses estimadas cerca de 10 vezes superiores aos limites máximos aconselháveis para exposição de rádio. O bairro de Talesh Mahalleh é mesmo o local habitado mais radioativo da Terra, devido à proximidade de nascentes quentes e aos materiais de construção usados.
Nesta cidade foi assinada, em 1971 a Convenção de Ramsar, ou "Convenção sobre Zonas Húmidas de Importância Internacional", especialmente como habitat de aves aquáticas.